# 沧江桥
沧江桥，是越南北江省北江市市区南侧的沧江之上的一座铁路桥，由法属印度支那政府建造于1894年，越南战争期间，该桥曾在1966年被美军炸毁。